# کیونگا (شهر)
کیونگا مرکز استان غربی، واقع در کشور پاپوآ گینه نو است.